# Feuerwehr in Osttimor
Die Feuerwehr in Osttimor (portugiesisch Bombeiros de Timor-Leste, tetum Bombeiru Timor-Leste) wurde am 23. April 2000 gegründet. Ihr Hauptquartier in Caicoli (Dili) befindet sich beim Zivilschutz, dem die Feuerwehr unterstellt ist. Oberster Kommandant ist Cláudio Silva.
Bisher gibt es nur in elf der 14 Gemeinden Osttimors Feuerwehreinheiten (Stand 2012), unter anderem in den Gemeindehauptstädten Aileu, Baucau, Maliana und Pante Macassar. 2012 sollten 23 Feuerwehrmänner die erste Feuerwehreinheit in der Gemeinde Cova Lima gründen. 2013 folgte Viqueque, 2017 gab es auch in Manufahi eine Feuerwehr und 2022 wurden die ersten 60 Feuerwehrleute in die Gemeinden Liquiçá, Manatuto und Ermera entsandt. In Liquiçá und Ermera hatte es 2019 den bisher schlimmsten Waldbrand in der Geschichte des Landes gegeben, weswegen die Feuerwehr für solche Fälle weiter aufgerüstet werden soll.

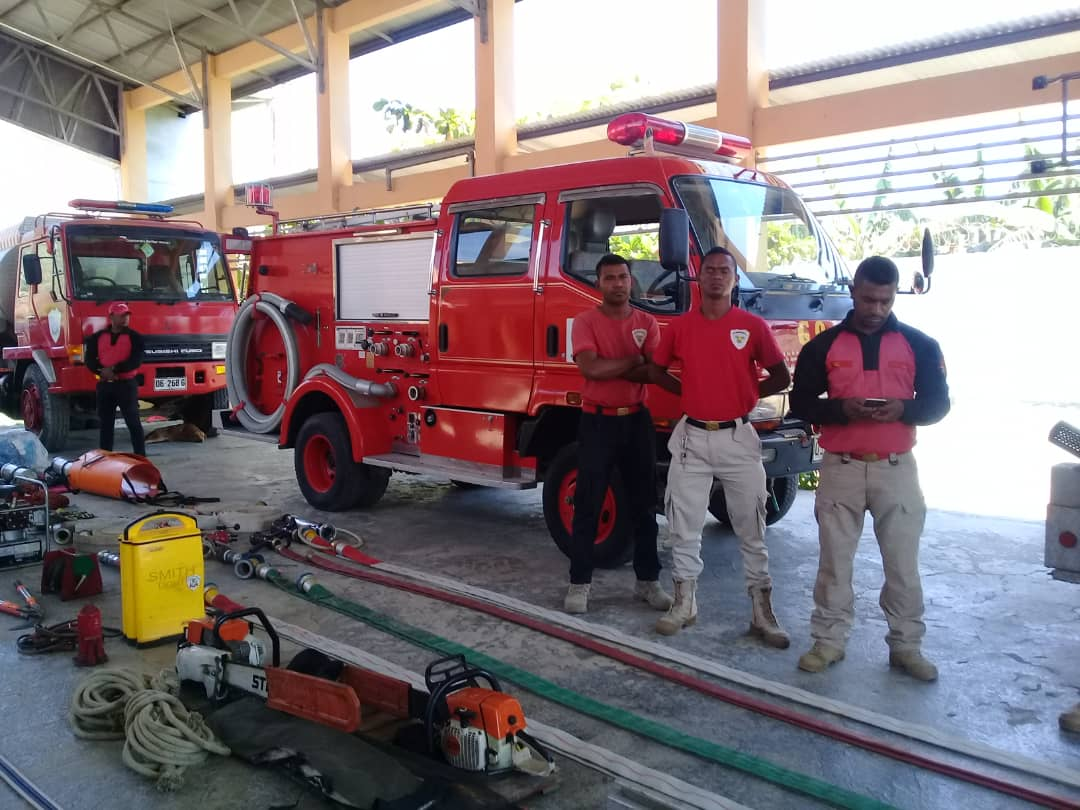
Feuerwehr in Dili (2020)
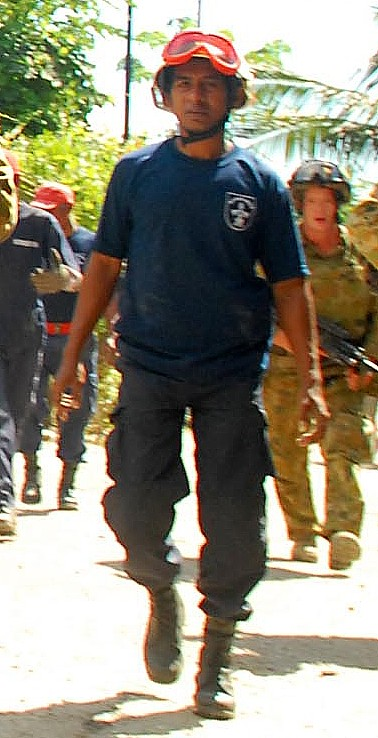
Feuerwehrmann in Dili (2006)
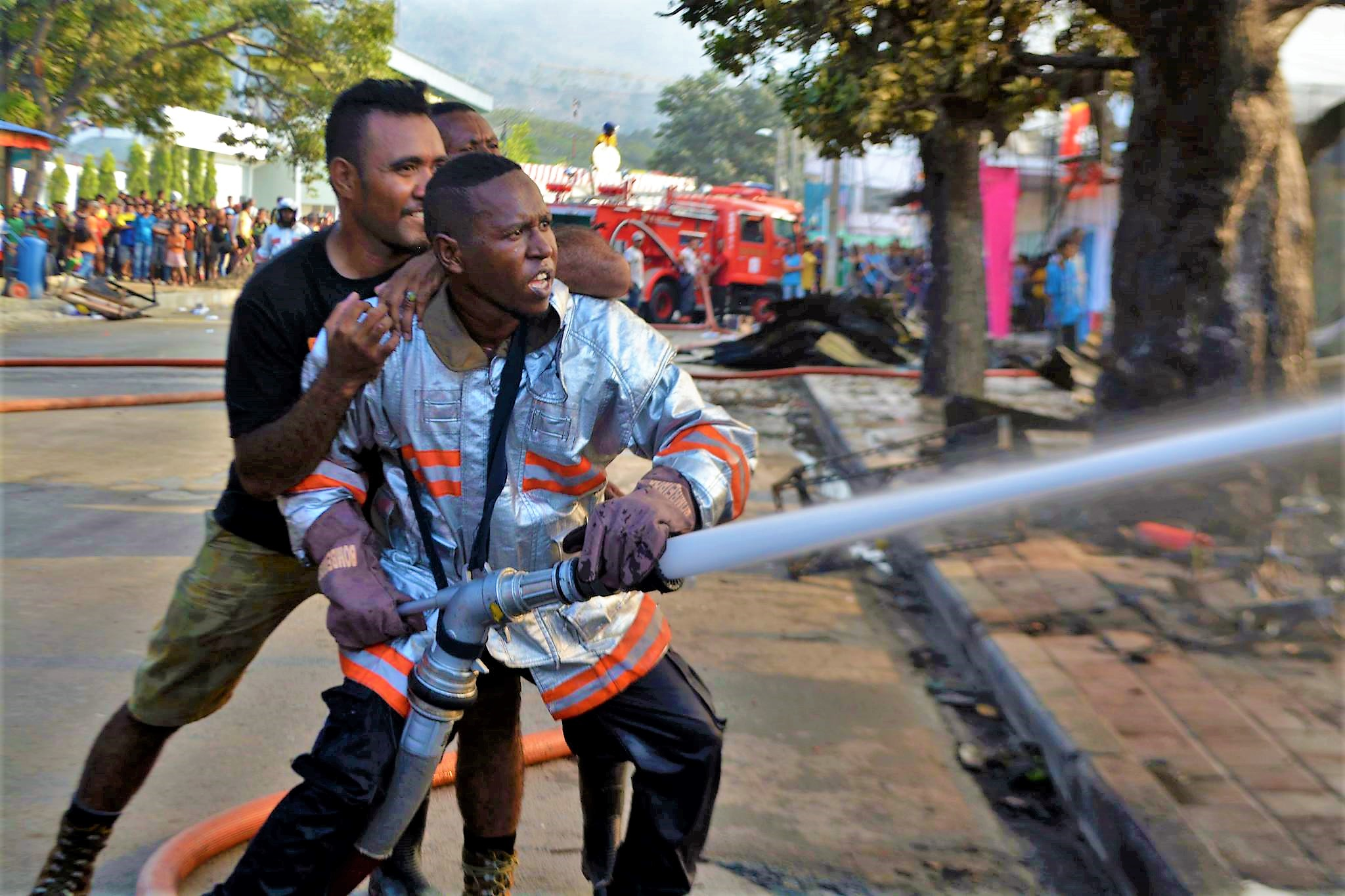
Im Einsatz (2015)
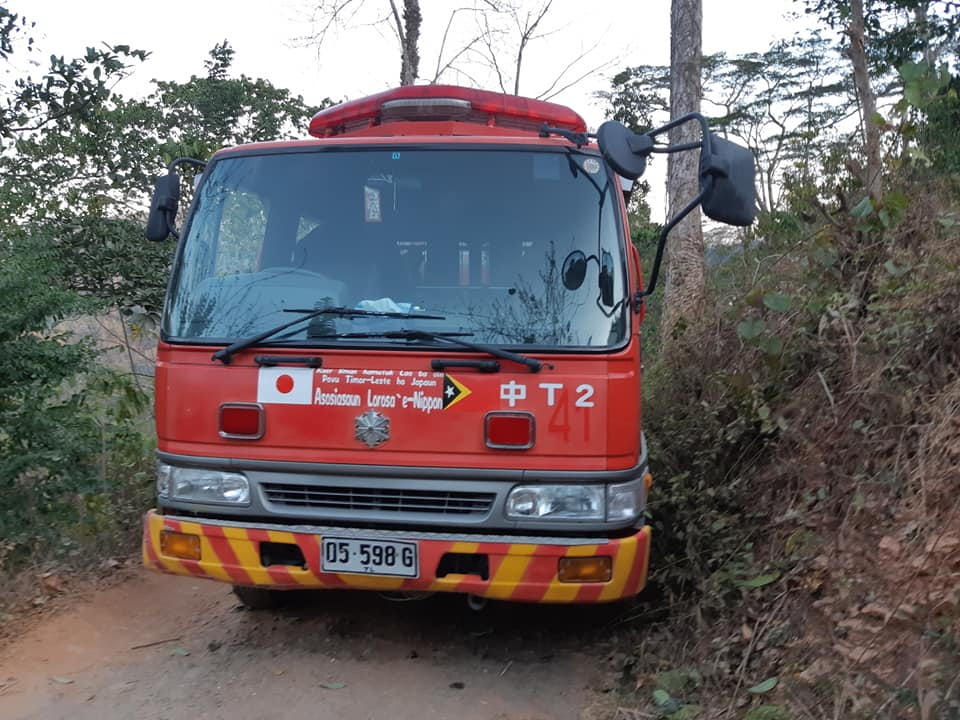
Von Japan gespendetes Feuerwehrfahrzeug im Einsatz
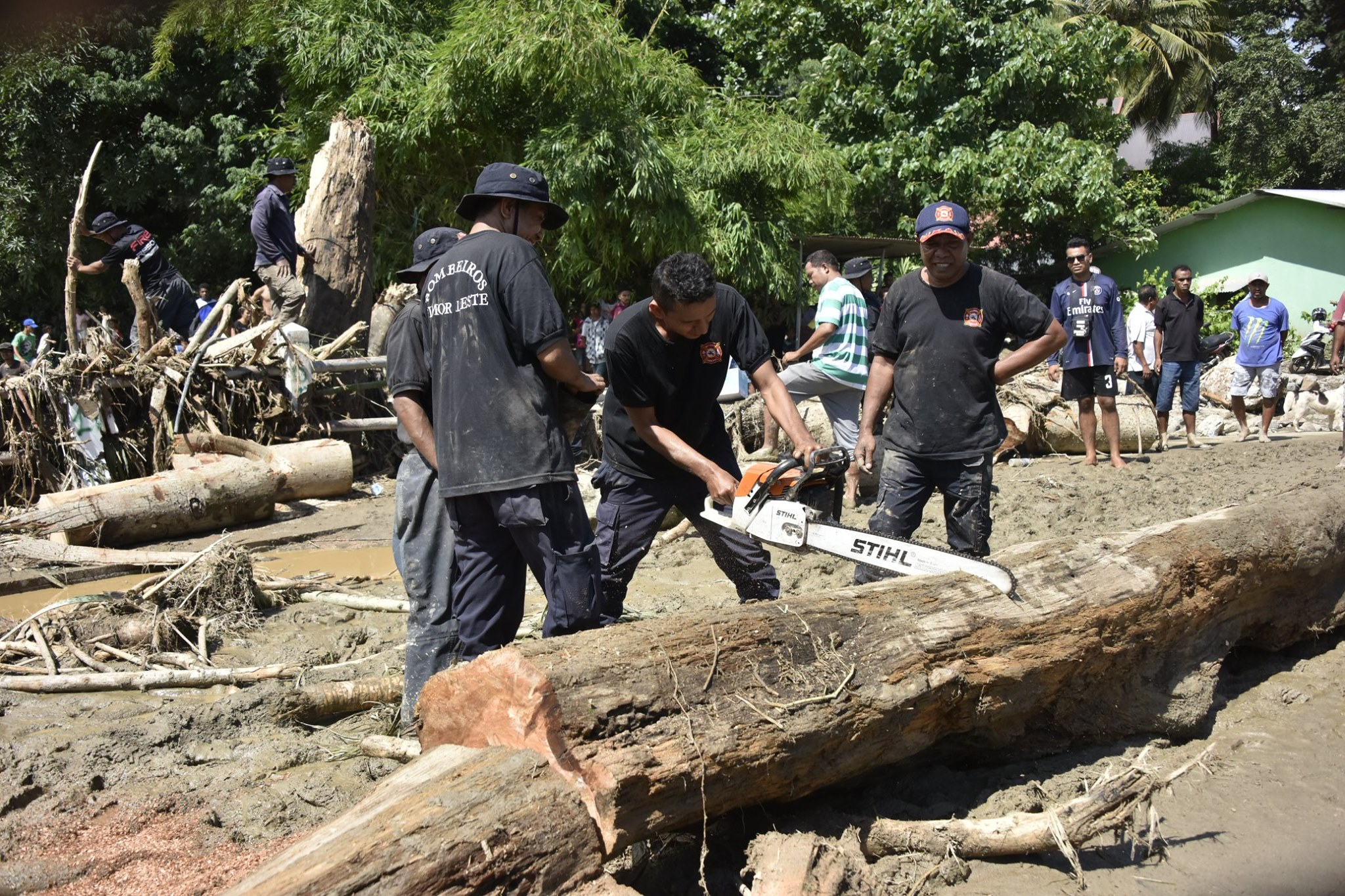
Feuerwehrmänner beim Aufräumen nach den Überschwemmungen in Dili 2020
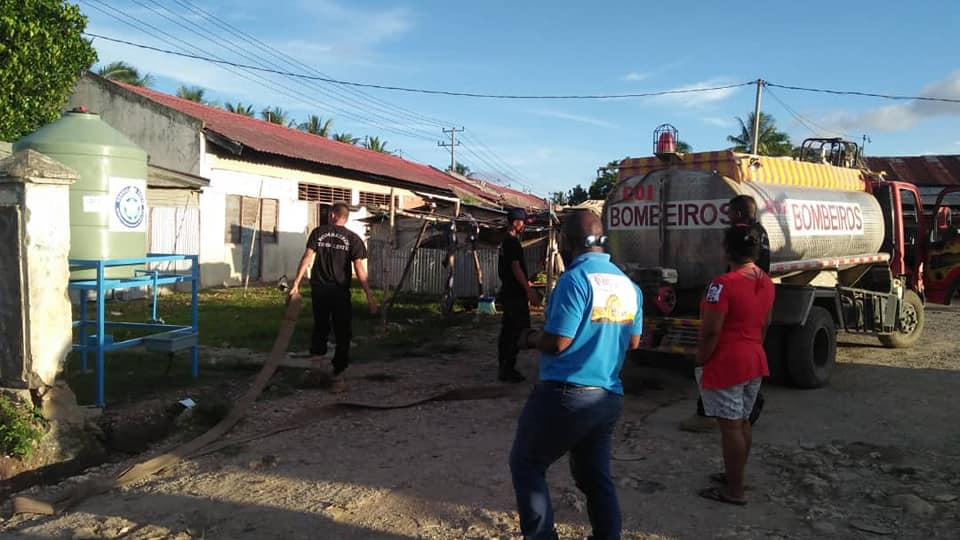
Tankwagen der Feuerwehr in Lospalos
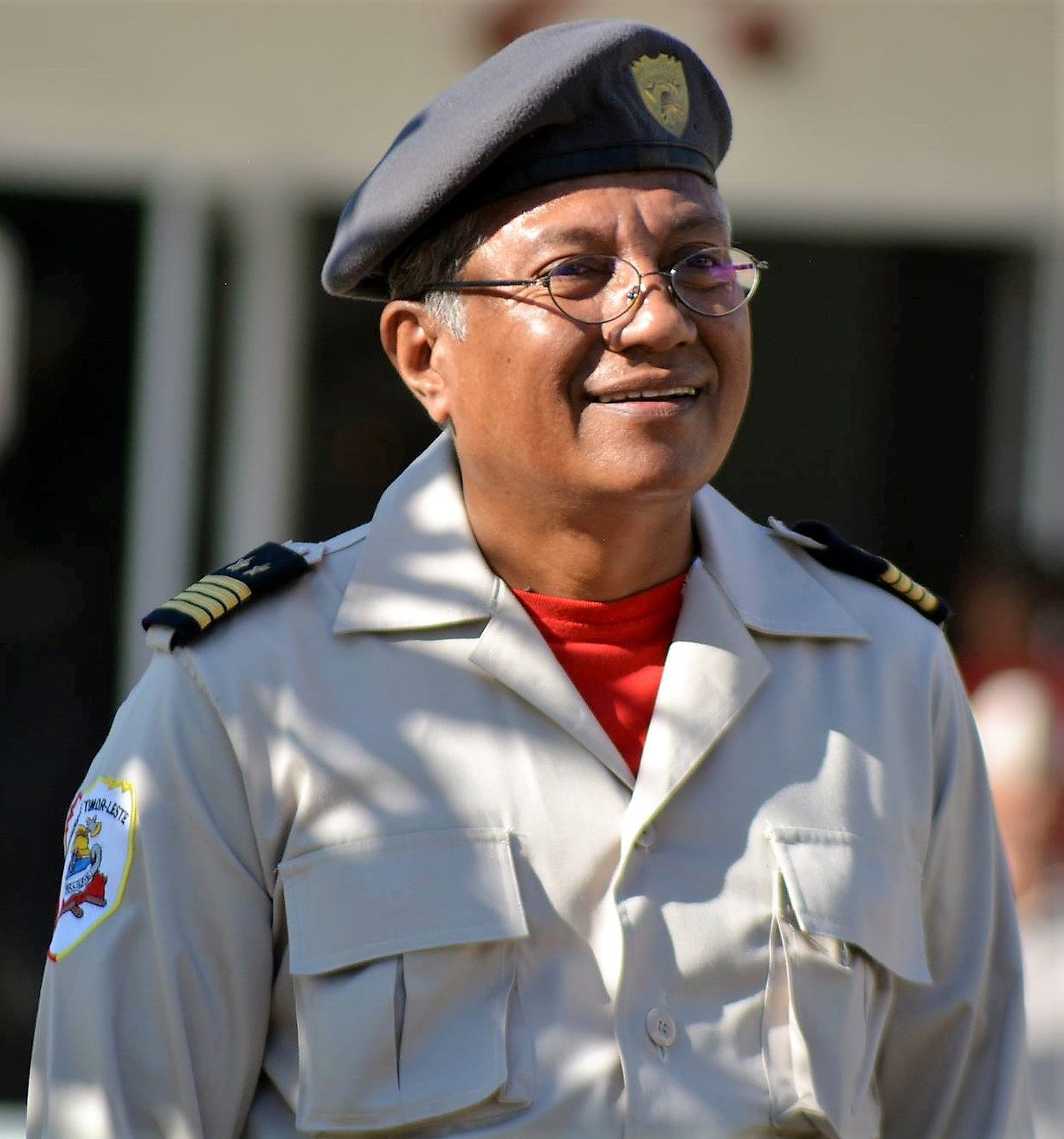
Kommandant Cláudio Silva (2020)
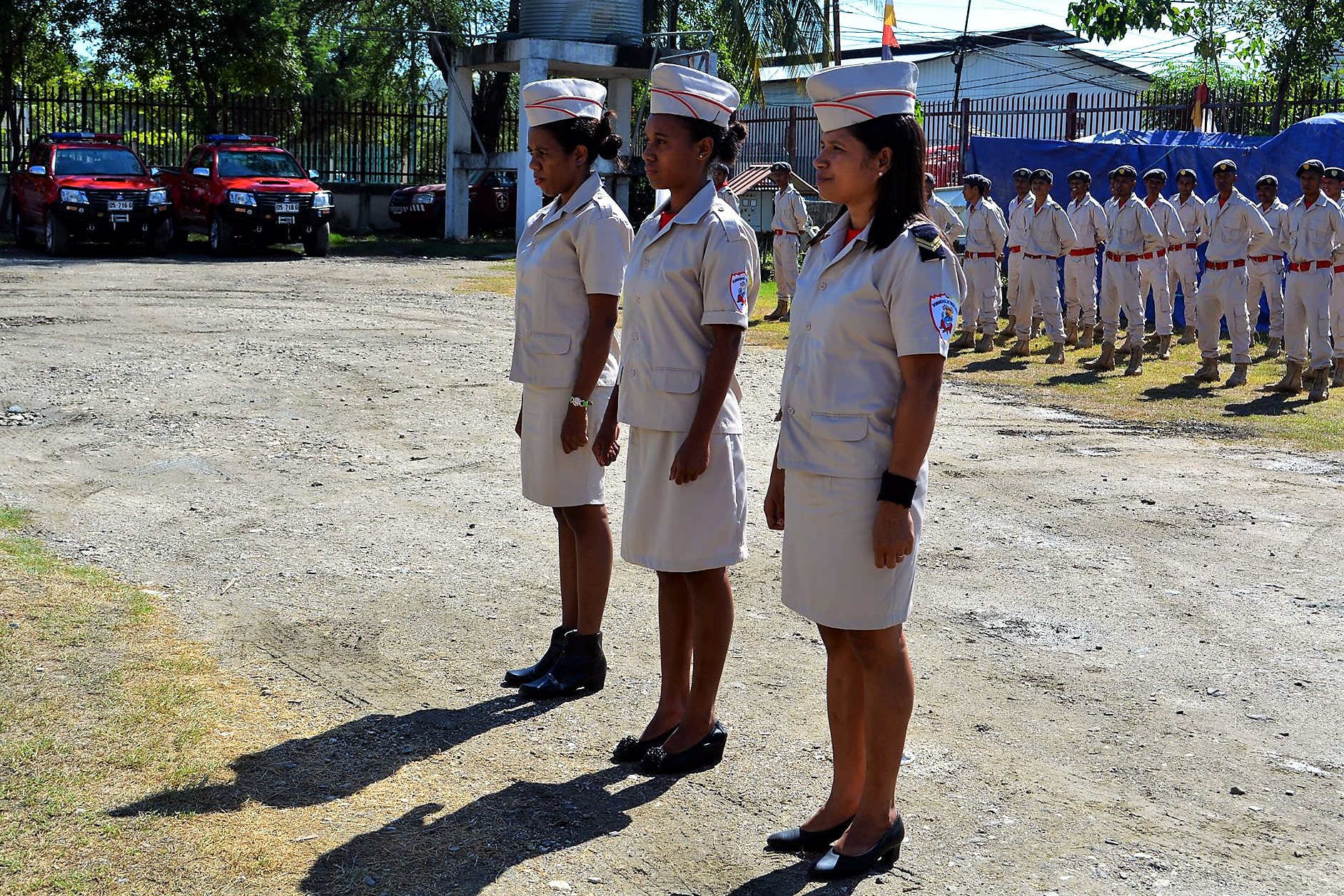
Frauen der Feuerwehr
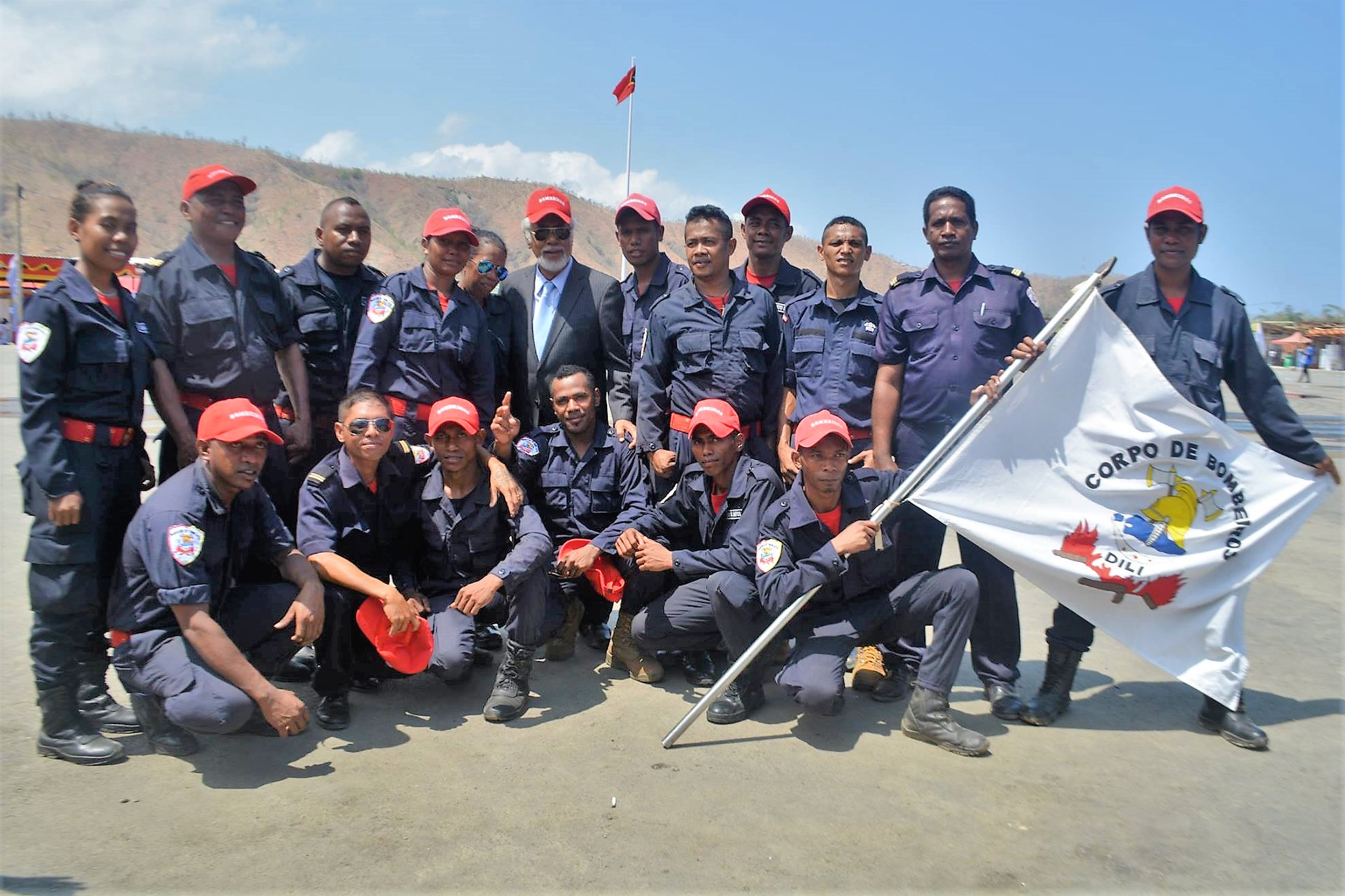
Feuerwehrmänner aus Dili